# 아라곤 (톨킨)
아라곤(Aragorn)은 J. R. R. 톨킨의 판타지 소설 반지의 제왕에 등장하는 곤도르의 왕의 후계자이다.

## 요약
아르노르의 두네다인 족장. 그는 반지전쟁 시절 두네다인의 제16대 족장이자 마지막 족장이며 곤도르의 왕이었던 엘렌딜과 이실두르의 후손이다. 반요정인 엘론드가 깊은골(리븐델)에서 양육했다고 전해진다. 스무살이 되던 해 아라곤(20세)은 요정족의 딸인 아르웬(2701세)과 사랑에 빠졌다. 하지만 엘론드는 이 두사람을 허락하지 않았다. 그것은 아라곤은 "인간" 이란 존재였기 때문이었다. 영생의 삶을 가진 요정과는 달리 수명이 정해진 인간으로써는 도저히 이루어질수 없을거라 생각했기 때문이었다. 게다가 곤도르의 왕이 될때까지 결혼할 생각을 하지말라는 엄포를 내린다.
다행스럽게도 그는 두네다인의 후손 (엘프와 인간사이)으로 보통 인간의 3배의 수명을 부여받았다. 아라곤은 25세 때에 간달프를 처음 만나 알게 되었고 87세에 반지의 운반자인 프로도 배긴스(골목쟁이)를 만났으며 깊은골(리븐델)에서 반지 원정대의 일원이 되었고, 간달프가 모리아에서 발록와 함께 사라지자 원정대의 지도자가 되었다. 나팔산성(헬름 협곡)에서 로한의 왕 세오덴과 함께 큰 공을 세운 뒤 펠라르기르로 가 검산오름에서 넋(유령군,죽은자)를 이끌고 곤도르의 수도인 미나스 티리스를 공격하는 오르크 군대를 펠렌노르 평원에서 전멸시킨다.
결과는 곤도르는 승리였고, 곧바로 사우론이 있는 오르크들의 도시 모르도르의 검은 문(모란논) 앞에서 서부 연합군을 지휘했다. 수적인 열세임에도 이 전투에 임하는 이유는 프로도 배긴스와 샘와이즈 갬지가 반지를 파괴하는 것을 더 원활하기 위한 것으로 사우론으로부터 눈을 돌리기 위한 계략이었던 것이다. 다행히 프로도와 샘이 반지를 파괴하는데 성공하고 그것으로 수천년(약 3000년) 동안 이어진 전쟁의 서막은 그렇게 끝이난다. 전쟁이 끝나고 아라곤은 정식으로 곤도르의 왕이 되었으며 그토록 바라던 아르웬과 정식으로 결혼한다. 아라곤은 로한의 에오메르와 전장을 누비며 곤도르의 최대 전성기를 이끌었다. 그 후 아라곤은 210세의 나이로 서거한다.